# Frank Lubin
Frank John Lubin (lituano: Pranas Jonas Lubinas) foi um ex-basquetebolista estadunidense com origem lituana que fez parte da equipe que conquistou a Medalha de Ouro nas XI Jogos Olímpicos de Verão realizados em Berlim na Alemanha nazista e também a Medalha de Ouro no III EuroBasket em Kaunas, Lituânia

## Biografia
Frank Lubin fazia parte de uma família de refugiados da guerra na Lituânia, os quais haviam emigrado para Boston, Massachusetts e só depois foram para a Califórnia. Quando criança um ex-atleta olímpico abordou Lubin e seus amigos na escola e disse-lhes que entre eles havia um futuro campeão olímpico. Lubin creu na afirmação dele e mais tarde tornou-se campeão olímpico. 
Após conquistar a Medalha de Ouro nos Jogos Olímpicos, Lubin foi convidado para jogar na equipe do Denver Safeway Piggly Wiggly com a oferta de receber U$ 35 semanais, oferta rejeitada pois na época Lubin recebia U$ 50 como assistente de palco. Permaneceu na Lituânia por três anos após visitar parentes lá e disputou o EuroBasket de 1939 na Lituânia pela Seleção Lituana e sendo conhecido como quem introduziu o Basquetebol na Lituânia e jogaria ao mesmo tempo que seria técnico da Lituânia nos Jogos Olímpicos de Verão de 1940 que não aconteceram por causa da Segunda Guerra Mundial.
Os jogadores que foram treinados por Lubin tornaram-se técnicos, que por sua vez treinaram mais tarde os jogadores lituanos que conquistaram mais tarde a Medalha de Ouro para a Seleção Soviética nos Jogos Olímpicos de Verão de 1988 em Seul: Arvydas Sabonis, Šarūnas Marčiulionis, Valdemaras Chomičius e Rimas Kurtinaitis.
No Aniversário de 50 anos do título do Eurobasket 1939 em 1989 Lubin foi homenageado em recepção do Presidente da Lituânia e o embaixador soviético. Em meio a flores e chocolates, Lubin deu muitos autógrafos e tirou fotos com o ídolo da geração campeã olímpica em 1988 Arvydas Sabonis.

## Estatísticas com a Seleção Estadunidense
| Evento      | Data      | Resultado       | Pts |
| ----------- | --------- | --------------- | --- |
| Berlim 1936 | 09/8/1936 | EUA 52 - 28 EST | 13  |
| Berlim 1936 | 13/8/1936 | EUA 25 X 10 MEX | 9   |

(*)baseado nas estatísticas do sports-reference.com

## Estatísticas com a Seleção Lituana
| Evento                     | Data       | Resultado                 | pts |
| -------------------------- | ---------- | ------------------------- | --- |
| EuroBasket 1939 - Lituânia | 22/5/1939  | LIT 37 - 36 LATrelatório  | 10  |
| EuroBasket 1939 - Lituânia | 23/05/1939 | LIT 33 - 14 ESTrelatório  | 10  |
| EuroBasket 1939 - Lituânia | 24/5/1939  | LIT 46 - 18 POLrelatório  | 19  |
| EuroBasket 1939 - Lituânia | 25/5/1939  | LIT 48 - 18 FRA relatório | 12  |
| EuroBasket 1939 - Lituânia | 26/5/1939  | LIT 79 - 15 HUN relatório | 17  |
| EuroBasket 1939 - Lituânia | 27/5/1939  | LIT 112 - 9 FINrelatório  | 16  |

(*)baseado nas estatísticas do fibaeurope.com